# Källmyren Aspås
Källmyren Aspås este o arie protejată (arie specială de conservare — SAC, sit de importanță comunitară — SCI) din Suedia întinsă pe o suprafață de 15,1 ha, integral pe uscat.

## Localizare
Centrul sitului Källmyren Aspås este situat la coordonatele 63°24′12″N 14°34′03″E / 63.4033°N 14.5676°E.

## Înființare
Situl Källmyren Aspås a fost declarat sit de importanță comunitară în iulie 2000 pentru a proteja 1 specie de plante și 1 specie de animale. Situl a fost protejat și ca arie specială de conservare în martie 2011.

## Biodiversitate
Situată în ecoregiunea boreală, aria protejată conține 2 habitate naturale: Mlaștini alcaline, Mlaștini turboase de tranziție și turbării mișcătoare.
La baza desemnării sitului se află mai multe specii protejate:
- plante (1): Hamatocaulis vernicosus
- nevertebrate (1): Vertigo genesii